# Адміністративний устрій Кам'янського району (Черкаська область)
Адміністративний устрій Кам'янського району — адміністративно-територіальний поділ Кам'янського району Черкаської області на 1  міську та 18 сільських рад, які об'єднують 30 населених пунктів та підпорядковані Кам'янській районній раді. Адміністративний центр — місто Кам'янка.

## Список радКам'янського району
| №  | Назва                        | Центр           | Населені пункти                             | Площа км² | Місце за площею | Населення (2001), чол. | Місце за населенням |
| -- | ---------------------------- | --------------- | ------------------------------------------- | --------- | --------------- | ---------------------- | ------------------- |
| 1  | Кам'янська міська рада       | м. Кам'янка     | м. Кам'янка                                 | 69,45     | 1               | 15043                  | 1                   |
| 2  | Баландинська сільська рада   | с. Баландине    | с. Баландине                                | 56,25     | 5               | 1070                   | 11                  |
| 3  | Вербівська сільська рада     | с. Вербівка     | с. Вербівка с-ще Калинівка                  | 30,31     | 11              | 759                    | 14                  |
| 4  | Грушківська сільська рада    | с. Грушківка    | с. Грушківка                                | 65,44     | 2               | 1222                   | 8                   |
| 5  | Жаботинська сільська рада    | с. Жаботин      | с. Жаботин с-ще Сокирне с. Флярківка        | 64,56     | 3               | 1776                   | 4                   |
| 6  | Катеринівська сільська рада  | с. Катеринівка  | с. Катеринівка                              | 15,40     | 18              | 541                    | 18                  |
| 7  | Косарська сільська рада      | с. Косарі       | с. Косарі                                   | 36,61     | 8               | 2243                   | 2                   |
| 8  | Коханівська сільська рада    | с. Коханівка    | с. Коханівка                                | 13,99     | 19              | 257                    | 19                  |
| 9  | Лебедівська сільська рада    | с. Лебедівка    | с. Лебедівка с-ще Копійчана                 | 22,21     | 16              | 590                    | 16                  |
| 10 | Лубенська сільська рада      | с. Лубенці      | с. Лубенці с-ще Грекове с. Куликівка        | 29,71     | 12              | 565                    | 17                  |
| 11 | Лузанівська сільська рада    | с. Лузанівка    | с. Лузанівка                                | 34,87     | 10              | 946                    | 12                  |
| 12 | Михайлівська сільська рада   | с. Михайлівка   | с. Михайлівка с-ще Лісове                   | 54,47     | 6               | 2122                   | 3                   |
| 13 | Радиванівська сільська рада  | с. Радиванівка  | с. Радиванівка с-ще Богданівське с. Олянине | 26,49     | 14              | 716                    | 15                  |
| 14 | Райгородська сільська рада   | с. Райгород     | с. Райгород с. Ярове                        | 27,61     | 13              | 1527                   | 6                   |
| 15 | Ребедайлівська сільська рада | с. Ребедайлівка | с. Ребедайлівка                             | 19,32     | 17              | 1083                   | 10                  |
| 16 | Ревівська сільська рада      | с. Ревівка      | с. Ревівка с. Пляківка                      | 36,81     | 7               | 1460                   | 7                   |
| 17 | Телепинська сільська рада    | с. Телепине     | с. Телепине                                 | 35,27     | 9               | 1652                   | 5                   |
| 18 | Тимошівська сільська рада    | с. Тимошівка    | с. Тимошівка                                | 61,75     | 4               | 830                    | 13                  |
| 19 | Юрчиська сільська рада       | с. Юрчиха       | с. Юрчиха                                   | 23,15     | 15              | 1178                   | 9                   |

* Примітки: м. — місто, с-ще — селище, смт — селище міського типу, с. — село